# Agapanthia lateralis
Agapanthia lateralis es una especie de escarabajo del género Agapanthia, familia Cerambycidae. Fue descrita científicamente por Ganglbauer en 1884.
Habita en Irán, República Árabe Siria y Turquía. Esta especie mide aproximadamente 12-24 mm y su período de vuelo ocurre en los meses de abril, mayo y junio.